# Friedrich Wilhelm Sering
Friedrich Wilhelm Sering (Finsterwalde, 26 de novembre de 1822 - Hannover, 5 de novembre de 1901) fou un compositor, professor de música en diverses institucions d'ensenyança i fundà una societat coral a Hamburg. Entre les seves millors obres hi figuren: Christi Einzug in Jerusalem (oratori); Adventskantate; Salm LXXII, per a cor i piano; motets i cors per a veus d'home. A més va escriure els tractats: Gesanglehre für Volksschulen; Die Choralfiguration Theoretisch-praktisch; Elementar-Violinschule; Allg. Musiklehre (5a ed., 1902), i Kurzgefasste Harmoniclehre (2a ed., 1899).